# قضيب السباحة
قضيب السباحة هو قطعة أسطوانية من رغوة متعدد الإيثيلين المرنة والطافية. يستخدمها الناس من جميع الأعمار أثناء السباحة.
تعتبر قضبان السباحة مفيدة عند تعلم السباحة، وللطفو، وللإنقاذ، وفي أشكال مختلفة من اللعب في الماء، وللتمارين المائية.